# Стоянов, Ванчо
Ванчо (Ване) Стоянов (макед. Ванчо "Ване" Стојанов; род. 9 ноября 1977, Струмица, Социалистическая Республика Македония, СФРЮ) — северомакедонский легкоатлет, специалист по бегу на средние дистанции. Выступал за сборную Республики Македонии по лёгкой атлетике в 1994—2004 годах, многократный победитель и призёр первенств национального значения, действующий рекордсмен страны в беге на 800, 1500 и 2000 метров, участник ряда крупных международных турниров, в том числе двух летних Олимпийских игр. Почётный гражданин Струмицы. Выступал за «Струмицу», цюрихский «Унтерштрасс» (нем. LAC TV Unterstrass), софийскую Национальную спортивную академию и турецкий «Мерсин».

## Биография
Ванчо Стоянов родился 9 ноября 1977 года в городе Струмица, Югославия. Занимался лёгкой атлетикой с 1993 года, когда талантливого юношу заметили профессор Чедо Шаревский и тренер «Работнички» Мето Веновский.
Впервые заявил о себе в лёгкой атлетике на международном уровне в сезоне 1994 года, когда вошёл в состав македонской национальной сборной и выступил в беге на 800 метров на юниорском мировом первенстве в Лиссабоне.
В 1995 году в той же дисциплине стартовал на юниорском европейском первенстве в Ньиредьхазе.
В 1996 году бежал 800 метров на чемпионате Европы в помещении в Стокгольме и на юниорском мировом первенстве в Сиднее.
На чемпионате мира 1997 года в Афинах представлял Республику Македонию в своей основной дисциплине 800 метров, но был далёк от попадания в число призёров. Нёс флаг страны на церемонии открытия чемпионата.
В 1998 году принял участие в чемпионате Европы в Будапеште и установил национальный рекорд — 1:49,00. Уезжает учиться в Болгарию и тренируется у одного из лучших болгарских специалистов Петра Бонова.
В 1999 году в дисциплинах 800 и 1500 метров отметился выступлением на молодёжном европейском первенстве в Гётеборге.
Благодаря череде удачных выступлений удостоился права защищать честь страны на летних Олимпийских играх 2000 года в Сиднее — на предварительном квалификационном этапе бега на 800 метров показал результат 1:47,71 и в финал не вышел. Финансирование подготовки бегуна к Олимпиаде взял на себя Международный олимпийский комитет.
После сиднейской Олимпиады Стоянов остался в составе легкоатлетической команды Республики Македонии на ещё один олимпийский цикл и продолжил принимать участие в крупнейших международных турнирах. Так, в 2001 году он бежал 800 метров на чемпионате мира в Эдмонтоне.
В мае 2002 года на соревнованиях в Софии установил ныне действующий национальный рекорд Республики Македонии в беге на 800 метров на открытом стадионе — 1:47,14, затем стартовал на чемпионате Европы в Мюнхене.
В феврале 2003 года на турнире в Софии установил действующий поныне национальный рекорд в беге на 800 метров в закрытом помещении — 1:49,36.
Находясь в числе лидеров сборной страны, благополучно прошёл отбор на Олимпийские игры 2004 года в Афинах — на сей раз в предварительном забеге дисциплины 800 метров показал время 1:49,02, чего вновь оказалось недостаточно для попадания в следующую стадию соревнований.
C 2006 года работал со спринтером Ристе Пандевым, ездил на Олимпийские игры 2016 года в Рио-де-Жанейро в качестве тренера. Занимался физической подготовкой с игроками клубов «Беласица» и «Кит-Го» из Пехчево, а в июне 2020 года занял пост спортивного директора «Струмицы». В 2012 году прошёл обучение в США по программе ICECP

## Результаты
| Год  | Соревнование                                            | Город                         | Место    | Событие | Время (с)  |
| ---- | ------------------------------------------------------- | ----------------------------- | -------- | ------- | ---------- |
| 2004 | XXVIII Летние Олимпийские игры                          | Афины, Греция                 | 58 (квл) | 800 м   | 1:49,02    |
| 2004 | Чемпионат Балкан по лёгкой атлетике 2004                | Стамбул, Турция               | 7        | 800 м   | 1:58,22    |
| 2004 | Кубок Европы по лёгкой атлетике 2004 (вторая лига)      | Нови-Сад, Сербия и Черногория | 3        | 800 м   | 1:51,46    |
| 2004 | Чемпионат Болгарии по лёгкой атлетике 2004              | София, Болгария               | 1        | 800 м   | 1:50,43    |
| 2004 | Чемпионат Болгарии по лёгкой атлетике среди клубов 2004 | София, Болгария               | 1        | 800 м   | 1:53,15    |
| 2004 | Чемпионат Балкан по лёгкой атлетике в помещении 2004    | Пеания, Греция                | 3        | 800 м   | 1:50,92    |
| 2004 | Чемпионат Болгарии по лёгкой атлетике в помещении 2004  | София, Болгария               | 1        | 800 м   | 1:52,82    |
| 2004 | Чемпионат Болгарии по лёгкой атлетике в помещении 2004  | София, Болгария               | 1        | 1500 м  | 3:59,42    |
| 2003 | Чемпионат Болгарии по лёгкой атлетике 2003              | София, Болгария               | 1        | 800 м   | 1:48,85    |
| 2003 | Чемпионат Болгарии по лёгкой атлетике среди клубов 2003 | София, Болгария               | 1        | 800 м   | 1:52,61    |
| 2003 | Чемпионат Балкан по лёгкой атлетике в помещении 2003    | Афины, Греция                 | 2        | 800 м   | 1:51,98    |
| 2003 | Чемпионат Болгарии по лёгкой атлетике в помещении 2003  | София, Болгария               | 1        | 800 м   | 1:52,97    |
| 2003 | Чемпионат Болгарии по лёгкой атлетике в помещении 2003  | София, Болгария               | 1        | 1500 м  | 3:51,95    |
| 2003 | ?                                                       | София, Болгария               | 1        | 800 м   | 1:49,36 NR |
| 2002 | Чемпионат Балкан по лёгкой атлетике 2002                | Бухарест, Румыния             | 1        | 800 м   | 1:47,98    |
| 2002 | Чемпионат Европы по лёгкой атлетике 2002                | Мюнхен, Германия              | 23 (квл) | 800 м   | 1:48,31    |
| 2002 | Кубок Европы по лёгкой атлетике 2002 (вторая лига)      | Белград, СРЮ                  | 1        | 800 м   | 1:49,43    |
| 2002 | Чемпионат Болгарии по лёгкой атлетике 2002              | София, Болгария               | 3        | 400 м   | 47,53      |
| 2002 | Чемпионат Болгарии по лёгкой атлетике 2002              | София, Болгария               | 1        | 800 м   | 1:51,52    |
| 2002 | ?                                                       | София, Болгария               | 1        | 800 м   | 1:47,14 NR |
| 2002 | Чемпионат Болгарии по лёгкой атлетике в помещении 2002  | София, Болгария               | 1        | 800 м   | 1:50,89    |
| 2001 | Чемпионат мира по лёгкой атлетике 2001                  | Греция, Канада                | 31 (квл) | 800 м   | 1:49,54    |
| 2001 | Чемпионат Болгарии по лёгкой атлетике 2001              | София, Болгария               | 1        | 800 м   | 1:51,66    |
| 2001 | Чемпионат Болгарии по лёгкой атлетике 2001              | София, Болгария               | 1        | 1500 м  | 3:56,93    |
| 2001 | Чемпионат Болгарии по лёгкой атлетике в помещении 2001  | София, Болгария               | 1        | 800 м   | 1:53,85    |
| 2000 | XXVII Летние Олимпийские игры                           | Сидней, Австралия             | 27 (квл) | 800 м   | 1:47,71    |
| 2000 | Чемпионат Балкан по лёгкой атлетике 2000                | Кавала, Греция                | 1        | 800 м   | 1:48,45    |
| 2000 | Чемпионат Европы по лёгкой атлетике в помещении 2000    | Гент, Бельгия                 | 14 (квл) | 800 м   | 1:51,34    |
| 2000 | Чемпионат Болгарии по лёгкой атлетике в помещении 2000  | София, Болгария               | 1        | 800 м   | 1:50,35    |
| 1999 | Чемпионат Европы по лёгкой атлетике среди молодёжи 1999 | Гётеборг, Швеция              | 16       | 800 м   | 1:49,66    |
| 1999 | Чемпионат Европы по лёгкой атлетике среди молодёжи 1999 | Гётеборг, Швеция              | —        | 1500 м  | DNS        |
| 1999 | Чемпионат Балкан по лёгкой атлетике 1999                | Стамбул, Турция               | 3        | 800 м   | 1:49,30    |
| 1999 | Кубок европейских чемпионов по лёгкой атлетике          | Афины, Греция                 | 1        | 800 м   | 1:49,83    |
| 1999 | Кубок европейских чемпионов по лёгкой атлетике          | Афины, Греция                 | 1        | 1500 м  | 4:04,12    |
| 1999 | Sparkassen Cup                                          | Штутгарт, Германия            | 17       | 800 м   | 1:51,33    |
| 1998 | Чемпионат Европы по лёгкой атлетике 1998                | Будапешт, Венгрия             | 26 (квл) | 800 м   | 1:49,00 NR |
| 1998 | Чемпионат Балкан по лёгкой атлетике 1998                | Белград, СРЮ                  | 1        | 800 м   | 1:49,59    |
| 1998 | ?                                                       | Скопье, Македония             | ?        | 1000 м  | 2:32,08 NR |
| 1997 | Чемпионат мира по лёгкой атлетике 1997                  | Афины, Греция                 | 41 (квл) | 800 м   | 1:52,65    |
| 1997 | ?                                                       | Скопье, Македония             | ?        | 2000 м  | 5:21,81 NR |
| 1996 | Чемпионат мира среди юниоров                            | Сидней, Австралия             | 28 (квл) | 800 м   | 1:53,20    |
| 1996 | Чемпионат Европы по лёгкой атлетике в помещении 1996    | Стокгольм, Швеция             | 15 (квл) | 800 м   | 1:56,06    |
| 1995 | Чемпионат Европы среди юниоров                          | Ньиредьхаза, Венгрия          | 15 (квл) | 800 м   | 1:51,80    |
| 1995 | ?                                                       | Скопье, Македония             | ?        | 800 м   | 2:26,8 NR  |
| 1994 | Чемпионат мира среди юниоров                            | Лиссабон, Португалия          | 31 (квл) | 800 м   | 1:53,38    |